# ليفت آلايف
ليفت آلايف (بالإنجليزية:Left Alive) (باليابانية:レフトアライブ)، هي لعبة فيديو من نوع تسلل، صدرت في اليابان بتاريخ 28 فبراير 2019، وتاريخ الإصدار الدولي 5 مارس من نفس العام، وتعمل على منصتي بلاي ستيشن 4، و مايكروسوفت ويندوز.